# 川瀬一馬
川瀬 一馬（かわせ かずま、1906年1月25日 - 1999年2月1日）は、日本の書誌学者、日本文化史家。文学博士（東京教育大学・1954年）。

## 経歴
東京市赤坂区表町で生まれる。父方の先祖は伊勢で米商を営んだ家柄という。麹町小学校を卒業するが、その間、父と母を失ったために進学の道を絶たれ東京市役所に給仕として勤める。小学校の旧師の尽力により成蹊実務学校に入学し、中村春二の薫陶を受ける。日本史専攻の志を立て東京高等師範学校文科に入学、ここで国語は松井簡治、漢文は諸橋轍次の指導を受ける。また、学習院の山岸徳平教授（のちに東京文理科大学助教授・教授）に個人的な指導を受けた。ついで東京文理科大学へ進み、卒業後の1932年春に同大学国語国文研究室初代助手となるが、2年あまりで職を解かれる。
以後は公職に就かず研究活動を続けていたが、1950年（昭和25年）から1974年（昭和49年）まで青山学院女子短期大学国文科主任となり、同時に1965年（昭和40年）から文化財保護審議会専門委員に任命される。1954年（昭和29年）に「古辞書の研究」により、東京教育大学から文学博士の学位を授与される。1966年（昭和41年）に紫綬褒章、1976年（昭和51年）に勲三等旭日中綬章を受章している。
1999年、老衰のため東京都世田谷区の自宅で死去。

## 業績
青山学院女子短大名誉教授、財団法人大東急記念文庫理事、五島美術館理事、財団法人阪本龍門文庫理事長などの要職を兼ね、晩年には石川文化事業財団が所蔵する成簣堂文庫の再調査・目録編纂に従事。静岡英和女学院院長、静岡英和女学院短期大学学長を歴任した。
研究者としては東洋文庫で白鳥庫吉、東京高等師範学校時代の恩師諸橋轍次の静嘉堂文庫に拠って書誌学を興したいという意図の影響を受けた。若い頃から弓道・茶道・能・香道・華道に至るまで研鑽を積み、個人の文庫で珍籍を扱った経験は多数の学術書に結実している。
川瀬の書誌学の真髄は、悉皆調査に基づいて文献群を体系的に述べるというものである。それは学芸史への1つの道のりでもあった。

### 日本書誌学会の発足と機関雑誌「書誌学」発行
2代目安田善次郎の知遇を受け、安田文庫の典籍蒐集に助力。1931年に安田善次郎が、台頭してきた書誌学の進展を援助する意図のもとに発起した同人が発展して日本書誌学会となり、その機関誌として雑誌『書誌学』が1933年1月に創刊された。同人には和田萬吉、市島謙吉といった図書館界の重鎮のほか、愛書家として徳富蘇峰、内野皎亭、それに官営図書館や有力文庫の担当者が加わっていた。同人会合の運営には橘井清五郎と長沢規矩也、そして川瀬があたった。しかしその後、同人の逝去が多く、また安田の庇護から離れ、共立社印刷所社長春山治部左衛門の厚意の下で雑誌だけは発行していたが、第二次世界大戦のために1942年1月に停刊した。
1965年7月に、長沢を編集兼発行者として復刊 新1号が発行され、以後不定期に発行された。復刊新1号の「復刊の辞」および「編集後記」によると、春山治部左衛門に復刊をすすめられていたが春山の古希を機に実現した。発行所は長沢の自宅を住所とする日本書誌学会となっていた。長沢の死後は川瀬が編輯発行人となり、1985年5月の復刊新35・36号まで発行されたが、その後は発行されていない。

## 著書

### 単著
- 『嵯峨本圖考』一誠堂書店、1932年。
- 『古活字版之研究 [本編]』安田文庫、1937年。
- 『古活字版之研究 附図』安田文庫、1937年。
  - 『増補 古活字版之研究 上巻』日本古書籍商協会、1967年。
  - 『増補 古活字版之研究 中巻 補訂篇』日本古書籍商協会、1967年。
  - 『増補 古活字版之研究 下巻 図録篇』日本古書籍商協会、1967年。
- 『平安朝摺経の研究』阪本猷、1940年。
- 『日本書誌学之研究』「大日本雄弁会講談社、1943年。
  - 『日本書誌学之研究』講談社、1971年。
- 『掌中国史年表』共立社印刷所、1945年。
  - 『掌中国史年表』（改訂増補）わんや書店、1948年。
- 『随筆 柚の木』世界社、1948年。
  - 『随筆 柚の木』中央公論社中公文庫、1989年。ISBN 412201638X。
- 『足利学校の研究』講談社、1948年。
  - 『足利学校の研究 増補新訂』講談社、1974年。ASIN B000J9LFA6。
  - 『足利学校の研究 新装版』吉川弘文館、2015年。ISBN 4642029249。
- 『日本書誌学概説』大日本雄弁会講談社、1950年。
  - 『日本書誌学概説 増訂版』講談社、1972年。
- 『古辞書の研究』講談社、1955年。
  - 『古辞書の研究 増訂版』雄松堂出版、1986年。
- 『名家自筆本の諸問題』（川瀬一馬 講述）大東急記念文庫〈文化講座シリーズ ; 第4回 第10巻〉、1960年。
- 『古写本の鑑定』（川瀬一馬 講述）大東急記念文庫〈文化講座シリーズ ; 第4回 第3巻〉、1960年。
- 『夢窓国師禅と庭園』（名鏡勝朗 撮影）講談社、1968年。
- 『欧米大陸の陽にあたりて (学芸懇話会シリーズ ; 3)』青山学院女子短期大学学芸懇話会、1968年。
- 『能楽論随想』（改訂増補）わんや書店、1968年。
- 『五山版の研究 上巻』日本書籍商業協同組合、1970年。
- 『五山版の研究 下巻』日本書籍商業協同組合、1970年。
- 『江戸時代仮名絵入文学書概論 : 「江戸文学総瞰」解説並に収録書目』雄松堂書店、1972年。
  - 『江戸時代仮名絵入文学書概論 増補版 : 「江戸文学総瞰」解説並に収録書目』大東急記念文庫、1977年。
- 『明治以前 日本出版文化史概説 日本に於ける木版本の歴史』（ハワイ大学集中講義用）、1973年。
- 『古写古版物語文学書解説 : 付随筆・日記・紀行』雄松堂書店、1974年。
- 『能とは何か 能芸術の表現の本質』講談社文庫、1976年。
- 『古辞書概説』雄松堂書店、1977年。
- 『日本文化史』講談社学術文庫、1978年。
- 『日本書誌学之研究 続』雄松堂書店、1980年。
- 『日本書誌学用語辞典』雄松堂書店、1982年。
- 『読書観籍日録』青裳堂書店〈日本書誌学大系 ; 21〉、1982年。
- 『入門講話日本出版文化史』日本エディタースクール出版部〈エディター叢書 ; 33〉、1983年。
- 『成簣堂文庫随想』お茶の水図書館、1986年。
- 『新成簣堂文庫随想』お茶の水図書館、1994年。
- 『随筆 蝸牛』中公文庫、1991年。ISBN 4122018080。
- 『能について言いたいこと : 大東急記念文庫公開講座講演録』大東急記念文庫、1993年。
- 『日本における書籍蒐蔵の歴史』ぺりかん社、1999年。ISBN 4831508632。
  - 『日本における書籍蒐蔵の歴史』吉川弘文館〈読みなおす日本史〉、2019年。ISBN 9784642071079。

### 共著
- わんや書店 編 編『弘化の勧進能について』わんや書店〈弘化勧進能と宝生紫雪〉、1942年、16-34頁。
- わんや書店 編 編『弘化勧進能番組』わんや書店〈弘化勧進能と宝生紫雪〉、1942年、60-82頁。
- わんや書店 編 編『「弘化の勧進能について」補遺』わんや書店〈弘化勧進能と宝生紫雪〉、1942年、129-130頁。
- わんや書店 編 編『金沢の紫雪翁追善能』わんや書店〈弘化勧進能と宝生紫雪〉、1942年、172-174頁。

### 編著・編集
- 蘇峰先生古稀祝賀記念刊行会 編『成簣堂善本書目 乾』民友社、1932年。[10]
- 蘇峰先生古稀祝賀記念刊行会 編『成簣堂善本書目 坤』民友社、1932年。
- 『舊刊影譜』日本書誌学会、1932年。
- 『高木利太遺書古活字版展観目録』高木義一、1933年。
- 『高木文庫古活字版目録』高木義一、1933年。
- 『古版本図録』一誠堂、1933年。
- 『古版本図録』酒井宇吉、1933年。
- 『平仮名古活字印本書目』日本書誌学会、1934年。
- 『古活字本展覧会目録 : 古活字版之研究出版記念』川瀬一馬、1934年。
- 『椎園 第1輯』安田文庫、1937年。
- 『椎園 第2輯』安田文庫、1937年。
- 『椎園 第3輯』安田文庫、1938年。
- 『椎園 第4輯』安田文庫、1938年。
- 『椎園 第5輯』安田文庫、1939年。
- 『新發見の資料に據る新待賢門院御陵墓攷』川瀬一馬、1939年。
- 『石井積翠軒文庫善本書目 図録』石井光雄、1942年。
- 『石井積翠軒文庫善本書目 書目』石井光雄、1942年。
  - 『石井積翠軒文庫善本書目 本文篇』臨川書店、1981年。
  - 『石井積翠軒文庫善本書目  図録篇』臨川書店、1981年。
- 『龍門文庫善本書目』龍門文庫、1952年。
  - 『龍門文庫善本書目 其の1（古写本の部 1）』阪本龍門文庫、1978年。
  - 『龍門文庫善本書目 其の2（古写本の部 2）』阪本龍門文庫、1979年。
  - 『龍門文庫善本書目 其の3（自筆本の部・田村右京大夫宗永遺書の部）』阪本龍門文庫、1979年。
  - 『龍門文庫善本書目 其の4（古板本の部.古活字版の部）』阪本龍門文庫、1981年。
  - 『龍門文庫善本書目 其の5（古写経の部）』阪本龍門文庫、1981年。
  - 『龍門文庫善本書目』阪本龍門文庫、1982年。
- 大田南畝 原編、川瀬一馬 編校『南畝文庫蔵書目 : 4巻 (目録叢書 ; 第1篇)』日本書誌学会、1953年。
- 『日本感霊録 (阪本龍門文庫覆製叢刊 ; 第1)』龍門文庫、1958年。
- 『日本感霊録 解説・釋文 (阪本龍門文庫覆製叢刊 ; 第1)』龍門文庫、1958年。
- 『平等院御経蔵目録 (阪本龍門文庫覆製叢刊 ; 第2)』龍門文庫、1959年。
- 『平等院御経蔵目録 解説 (阪本龍門文庫覆製叢刊 ; 第2)』龍門文庫、1959年。
- 世阿弥『花伝書 : 現代語訳』（川瀬一馬 訳）わんや書店、1962年。
- 『源三位頼政集 上  (阪本龍門文庫覆製叢刊 ; 第5)』龍門文庫、1964年。
- 『源三位頼政集 下  (阪本龍門文庫覆製叢刊 ; 第5)』龍門文庫、1964年。
- 『源三位頼政集 解説並澤文 (阪本龍門文庫覆製叢刊 ; 第5)』龍門文庫、1964年。
- 夢窓国師『夢中問答集』（川瀬一馬 校注・現代語訳）講談社〈講談社文庫〉、1976年。
  - 夢窓国師『夢中問答集』（川瀬一馬 校注・現代語訳）講談社〈講談社学術文庫〉、2000年。
- 大鹿久義 共 編『伴信友全集 別巻（伴信友研究篇）』ぺりかん社、1979年。
- 『田中教忠蔵書目録』田中穣、1982年。
- 岩倉規夫 著、川瀬一馬 編『読書清興』汲古書院、1983年。ISBN 9784762910555。
- 岩倉規夫 著、川瀬一馬 編『読書清興 続』汲古書院、1991年。ISBN 9784762911309。
- 川瀬一馬 編著『お茶の水図書館蔵 新修成簣堂文庫善本書目』石川文化事業財団お茶の水図書館、1992年。

### 校訂、校注、解説
- 垣内松三『正徹本 つれづれ種』（川瀬一馬 校）文学社〈古典叢刊 ; 第1篇〉、1931年。
- 壽命院立安『徒然草壽命院抄 上』（川瀬一馬 解説）松雲堂、1931年。
- 壽命院立安『徒然草壽命院抄 下』（川瀬一馬 解説）松雲堂、1931年。
- 吉田篁墩『活版経籍考』日本書誌学会〈狩谷棭斎自筆本覆製附載〉、1933年。
- 川瀬一馬『活版経籍考解説並補訂』日本書誌学会〈狩谷棭斎自筆本覆製附載〉、1933年、1頁。
- 『かながき論語』（川瀬一馬 校注、附解説）安田文庫〈安田文庫叢刊 ; 第1篇〉、1935年。
- 斯文会 編『狩谷棭斎先生百年祭記念展覧会目録』（川瀬一馬 目録解説）斯文会、1935年。
- 正宗敦夫 編『古活字版 倭玉篇 解題』日本古典全集刊行会〈日本古典全集第5期25 附載〉、1936年。
- 『平中物語解説』〈静嘉堂文庫稀覯書之1 覆製本附冊〉1936年。
- 宮内素玄『鑑定暗の明り』（川瀬一馬 校）安田文庫〈安田文庫叢刊 ; 第2編〉、1938年。
- 世阿弥『花鏡』（川瀬一馬 校）安田文庫、1938年。
  - 世阿弥『花鏡』（川瀬一馬 校注）わんや書店、1953年。
  - 世阿弥『花鏡』（川瀬一馬 校注）わんや書店、1953年。
- 世阿弥『音曲五位』（川瀬一馬 校）わんや書店、1941年。
- 世阿弥『世阿弥自筆伝書集』（川瀬一馬 校）わんや書店、1943年。
- 世阿弥『花鏡』（川瀬一馬 覆製解説）わんや書店、1944年。
- 世阿弥『世阿彌眞蹟 能本七番』（川瀬一馬 解説）わんや書店、1944年。
- 世阿弥『頭註世阿弥二十三部集』（川瀬一馬 校注・解題）能楽社、1945年。
- 世阿弥『風姿華伝 上巻』（川瀬一馬 編・解説）能楽社、1946年。
- 世阿弥『風姿華伝 下巻』（川瀬一馬 編・解説）能楽社、1947年。
- 鴨長明『方丈記』（川瀬一馬 校註）講談社〈新註国文学叢書〉、1948年。
- 川瀬一馬『古典の校訂 方丈記を中心として』講談社〈新註国文学叢書月報第1号〉、1948年。
  - 鴨長明『方丈記』講談社文庫、1971年。
- 世阿弥『花伝書 : 校注 風姿花伝』（川瀬一馬 校注）わんや書店、1949年。
  - 世阿弥『花伝書 : 風姿花伝 増補版』（川瀬一馬 校注）わんや書店、1954年。
  - 世阿弥『花伝書(風姿花伝)』（川瀬一馬 校注）講談社〈講談社文庫 古 15-1〉、1972年。ISBN 4061340123。
- 吉田兼好『徒然草』（川瀬一馬 校注・現代語訳）大日本雄弁会講談社〈新註国文学叢書〉、1950年。
  - 吉田兼好『徒然草』（川瀬一馬 校注・現代語訳）講談社文庫、1971年。
- 『謡曲名作集 上』（川瀬一馬 編 校註）講談社、1950年。
- 『謡曲名作集 中』（川瀬一馬 編 校註）講談社、1951年。
- 『謡曲名作集 下』（川瀬一馬 編 校註）講談社、1951年。
- 『大東急記念文庫 : 初公開展 解説』大東急記念文庫、1955年。
- 世阿弥『能作書 : 曲附次第・遊楽習道風見・習道書』（川瀬一馬 校注）わんや書店、1955年。
- 『古写古版物語文学書解説』（雄松堂書店、1974年）
- 和泉式部『和泉式部日記』（川瀬一馬 校注・現代語訳）講談社文庫、1977年。
- 藤原道綱母『蜻蛉日記 上』（川瀬一馬 校注・現代語訳）講談社文庫、1980年。
- 藤原道綱母『蜻蛉日記 中』（川瀬一馬 校注・現代語訳）講談社文庫、1980年。
- 藤原道綱母『蜻蛉日記 下』（川瀬一馬 校注・現代語訳）講談社文庫、1980年。
- 清少納言『枕草子 上』（川瀬一馬 校注・現代語訳）講談社文庫、1987年。
- 清少納言『枕草子 下』（川瀬一馬 校注・現代語訳）講談社文庫、1987年。
- 紀貫之『土佐日記』（川瀬一馬 校注・現代語訳）講談社文庫、1989年。
- 徳富猪一郎『蘇翁夢物語 わが交遊録』（川瀬一馬 解説）中公文庫、1990年。

### 論文、雑誌
- 「日本書誌学の立場」『書誌学』第4巻、日本書誌学会、1966年5月、1-16頁。
- 「春山治部左衛門氏を偲ぶ」『書誌学』第26/27巻、1981年5月、1-4頁。
- 「明治維新以来の和漢書集散について （その一）明治時代前半まで」『書誌学』第35/36巻、日本書誌学会、1985年5月、1-17頁。
- 「植工「常信」活字印行の禅籍--附縁山活字版補遺」『かがみ』第13巻、大東急記念文庫、1969年2月、21 - 30、34。
- 「藤原貞幹の国学備忘と閲史大疑」『かがみ』第13巻、大東急記念文庫、1969年2月、35 - 50頁。
- 「古活字版の特質 印刷文化史上における意義」『すりもの』1968年7月。

#### 「宝生」掲載ぶん
- 「世阿弥著作「音曲五位」の発見」『宝生』第20巻第2号、宝生発行所、1941年2月、85-94頁。
- 「山姥難語考」『宝生』第20巻第4号、宝生発行所、1941年4月。
- 「旅信（大和上市より）」『宝生』第20巻第5号、宝生発行所、1941年5月、21頁。
- 「「隅田川」解補」『宝生』第20巻第5号、宝生発行所、1941年5月、67-68頁。
- 「野口兼資隅田川」『宝生』第20巻第5号、宝生発行所、1941年5月、76-81頁。
- 「座談会 隅田川 火曜研究会」『宝生』第20巻第5号、宝生発行所、1941年5月、82-90頁。
- 「「松風」註解」『宝生』第20巻第10号、宝生発行所、1941年10月。
- 「拾玉得花は世阿弥の著作」『宝生』第20巻第12号、宝生発行所、1941年12月、2-10頁。
- 「禅竹以前の金春系図に就いて」『宝生』、宝生発行所、1943年4月。

### 記念論集
- 川瀬博士古稀記念出版委員会 編『国語国文学論文集 : 川瀬博士古稀記念』雄松堂書店、1979年。